# Santa Cruz de los Cáñamos
Santa Cruz de los Cáñamos és un municipi espanyol de la província de Ciudad Real, en la comunitat autònoma de Castella-la Manxa, pertanyent a la comarca del Camp de Montiel.
Té una superfície de 17,72 km² amb una població de 546 habitants (INE 2015) i una densitat de 31,26 hab/km².
Està situada al Sud-est de la província de Ciudad Real, integrada en ple Camp de Montiel. Limita al nord, a l'est i a l'oest amb Montiel (terme al qual va pertànyer antigament), i al sud amb Terrinches.
Molt prop del nucli urbà transcorre el camí conegut com a Camí d'Anníbal, Via Augusta o Via Hercúlia, que no és més que la calçada romana que uneix Cadis amb Cartagena i Roma passant per Tarragona.
El seu patró és Sant Bartolomé Apóstol i la seva patrona la Verge del Rosari.

## Història
El seu origen data de 1212 quan, després de la batalla de les Navas de Tolosa, va començar la repoblació del castell de Santa Cruz. En 1225 do Pedro Fernández de Castro ho va donar a l'Orde de Santiago.
És en 1575 quan apareix com a llogaret dependent de Montiel i amb el nom de Santa Cruz de los Cáñamos.
En el segle xviii va néixer don Manuel Cayetano Muñoz i Benavente que va exercir de bisbe auxiliar de Sevilla. Després del seu retir va exercir d'abat en l'Abadia d'Alcalá la Real fins a la seva mort. Les seves restes descansen a l'església de Consolació d'aquesta localitat jaenesa.
En 1809, les tropes napoleòniques van saquejar la seva església, encara que el quadre de La nostra Senyora de Betlem es va salvar de l'espoli. Aquesta obra està en l'actualitat en el Bisbat de Ciudad Real juntament amb altres béns.

## Monuments
Església Parroquial de Sant Bartolomé, per a la construcció del qual es van aprofitar els materials del desaparegut castell. Està datada en el segle xv, d'una sola nau amb volta encamonada i cúpula. En el seu interior s'albergava el retaule del Santíssim Crist de la Inspiració de notable antiguitat, destruït en la guerra civil, juntament amb el seu magnífic òrgan.
Ermita de Sant Isidre
També, destaquen diversos paratges i fonts, com les Fontanillas, la Font de l'Esbarzer o la Font del Moro.
A més, és un lloc molt indicat pel senderisme, que permet gaudir de la naturalesa i contemplar les nombroses oliveres. També existeixen nombroses vinyes.
En els últims anys s'ha edificat una ermita en honor de Sant Marcos, on se celebra el romiatge.

## Festes
- Lluminària Sant Antón :17 de gener.
- Carnestoltes.
- Sant Marcos: 25 d'abril.
- Setmana Santa.
- Creus:1 de maig.
- Sant Isidre: 15 de maig.
- Sant Bartolomé: 24 d'agost, en honor del seu patró.

## Gastronomia
Els menjars típics de Santa Cruz de los Cáñamos són la gatxamiga, all gran, la salsa, el rinrán, el potatge i la samfaina en el dia del patró, amb la síndria per a postres. A més, l'oli, pertanyent a la denominació d'origen del Camp de Montiel, és molt popular i és molt apreciat pels forasters que omplen el poble en les festes com a Sant Bartolomé, Sant Isidre, La Puríssima, Els Sants...

## Demografia
| 1991 | 1996 | 2001 | 2004 | 2013 | 2015 |
| ---- | ---- | ---- | ---- | ---- | ---- |
| 673  | 687  | 666  | 638  | 559  | 546  |